# Церква Воскресіння Христового (Форос)

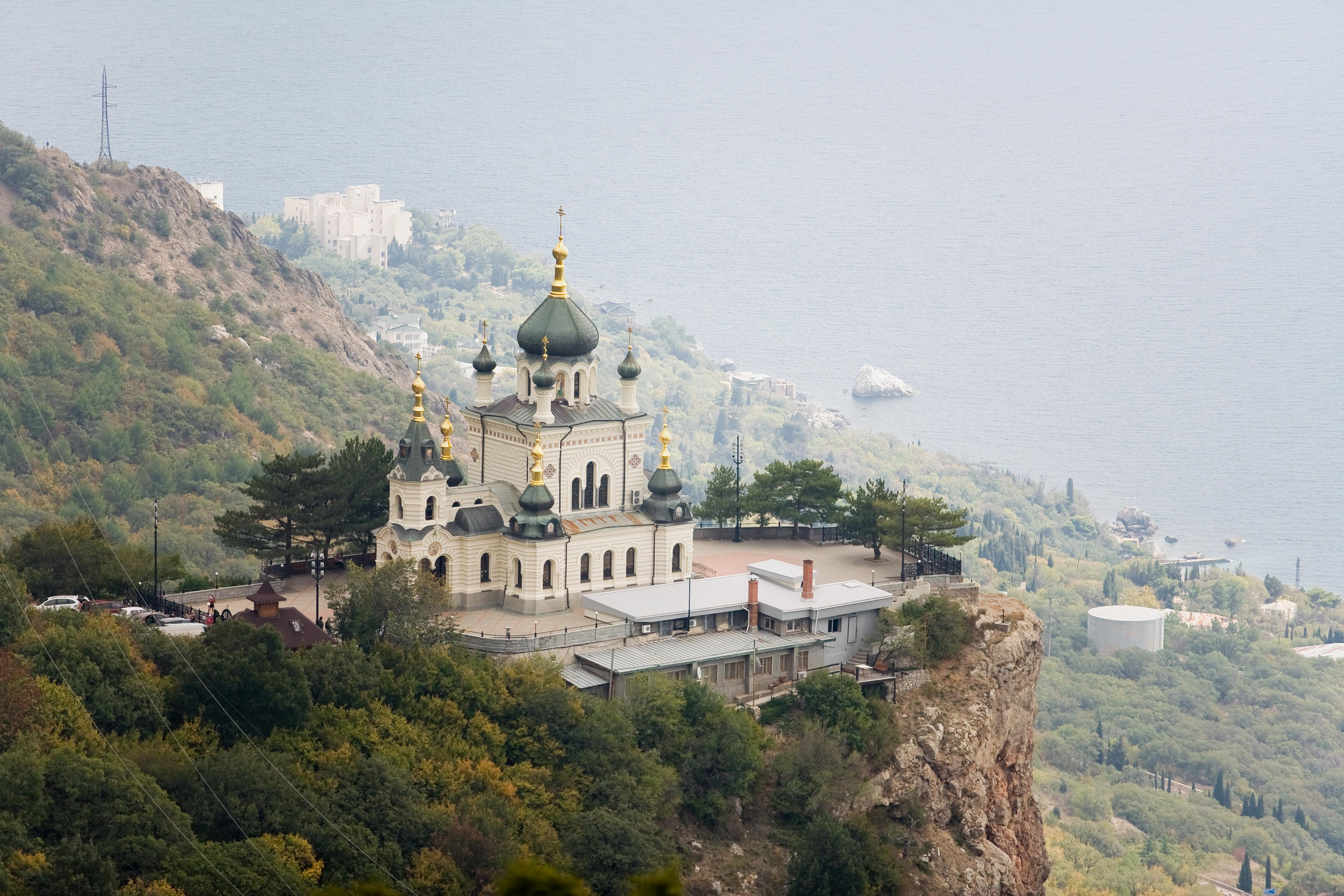
Церква Воскресіння Христового

Церква Воскресіння Христового — церква над селищем Форос, побудована в 1892 р. на Червоній скелі. Висота будови над рівнем моря становить 412 метрів. Пам'ятник слов'янської архітектури кінця XIX століття. Станом на 2012 р. Сімферопольська і Кримська єпархія УПЦ Московського патріархату.

## Історія церкви
Церква зведена на кошти власника маєтку Форос, промисловця А. Г. Кузнецова за проєктом академіка М. М. Чагіна в пам'ять про «чудесне спасіння» імператора Олександра III і його сім'ї під час аварії імператорського поїзда 17 жовтня 1888 р. на станції Борки Курсько-Харківської залізниці.
4 жовтня 1892 р. церква була освячена єпископом Таврійським Мартініаном во славу Воскресіння Христового. На службі був присутній оберпрокурор Святійшого Синоду К. П. Побєдоносцев. А через шість років у десяту річницю визволення царя Олександра III від смерті церкву відвідали імператор Микола II з імператрицею Олександрою Федорівною.
У 1924 р. церква за рішенням радянської влади була зачинена, хрести скинуті, розписи зафарбовані, а її настоятель засланий в Сибір. До 1969 р. в церкві розташовувалася перекусна для туристів, а до 1992 р. перебувала в занедбаному стані.
У 2002 році було відновлено під патронатом президента України Леоніда Кучми.
Останнім часом церква стала модним місцем для вінчань. У липні 2003 року тут вінчалися український політик Віктор Медведчук з телеведучою Оксаною Марченко, обряд проводив митрополит Володимир. У жовтні 2008 р. їхній приклад наслідували Анастасія Заворотнюк і Петро Чернишов.

## Архітектурні особливості
Церква побудована у візантійському храмовому стилі, із системою внутрішніх опор — стовпів і з застосуванням численних куполів за типом російських дерев'яних храмів. Своїм силуетом церква нагадує московські церкви кінця XVIII ст.
Мозаїчні підлоги виконані в майстерні «Societa Musiva» італійського адвоката Антоніо Сальвіаті, а інтер'єр розписаний російськими художниками живописної петербурзької школи А. І. Корзухіним, В. Є. Маковським і академіком Н. Є. Сверчкова.
У 1987 році було прийнято рішення про реставрацію будівлі, а в 1990 році церква знову була передана православній єпархії. У 1992 році будівлю церкви було відновлено. Всього церква пережила три реставрації, всі три спроби відновити храм фахівці називають невдалими.
Четверта реставрація була у 2004 році. Було відтворено оздоблення всередині храму, реставровані збережені зовні розписи, створена мозаїка на фасаді.
Композиції в колах «Преображення Христове» та «Покрова Богородиці» створені художником Олександром Сергійовичем Пигаревим у 2004 році, образи євангелістів і мозаїка «Воскресіння Христове» на фасаді вівтарної апсиди, а також п'ять живописних полотен «Богоматір», «Миколай Чудотворець», «Моління про чашу», «Св. Лука» і «Воскресіння Христове» у вівтарі церкви створені художником Ганною Іванівною Петровою у 2004 році, обидва майстри належать також до петербурзької школи Імператорської Академії мистецтв, як і автори початкового розпису. Орнаменти церкви відтворені випускниками Кримського художнього училища ім. Н. С. Самокиша.

## Галерея

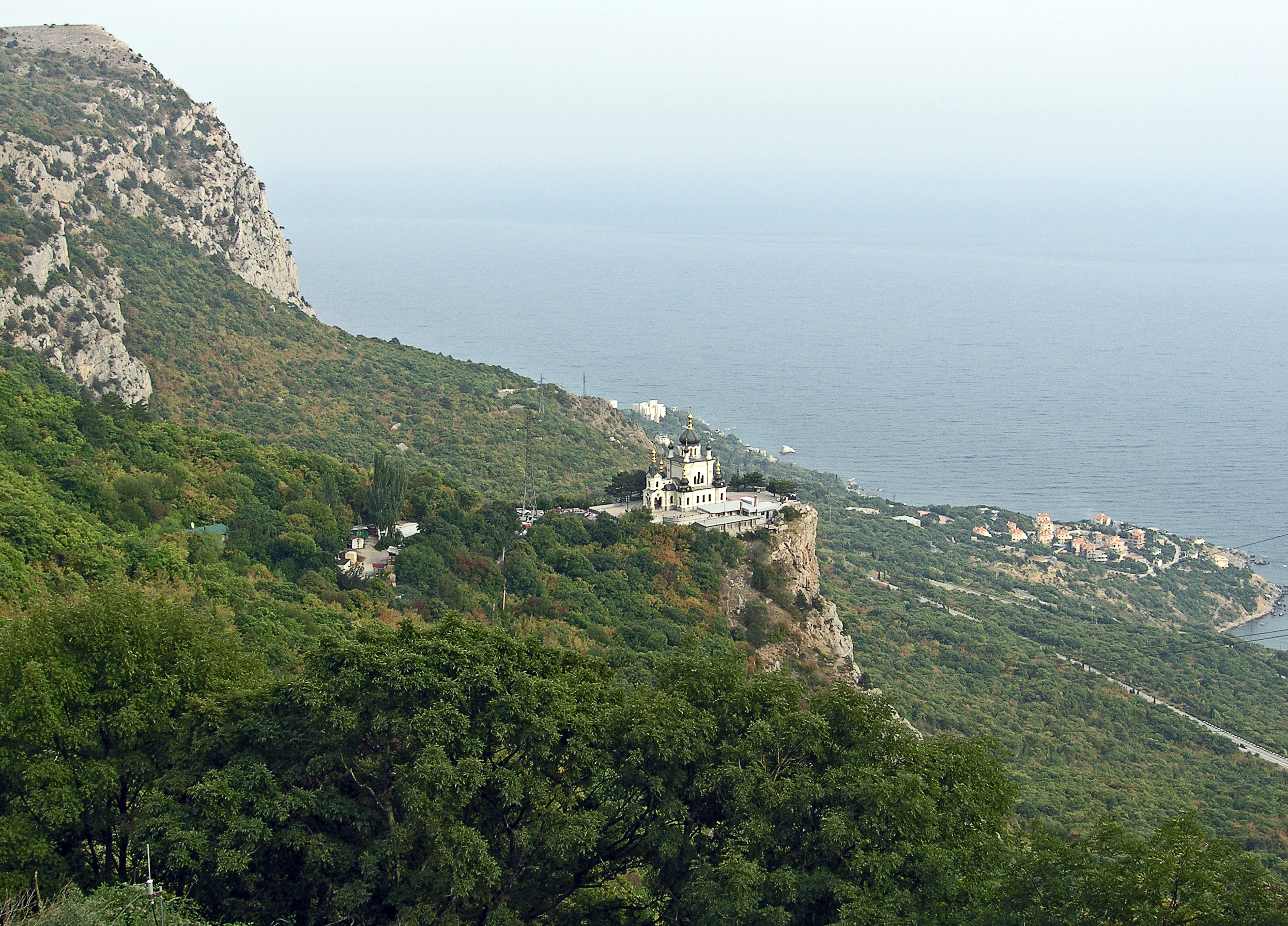
Червона скеля
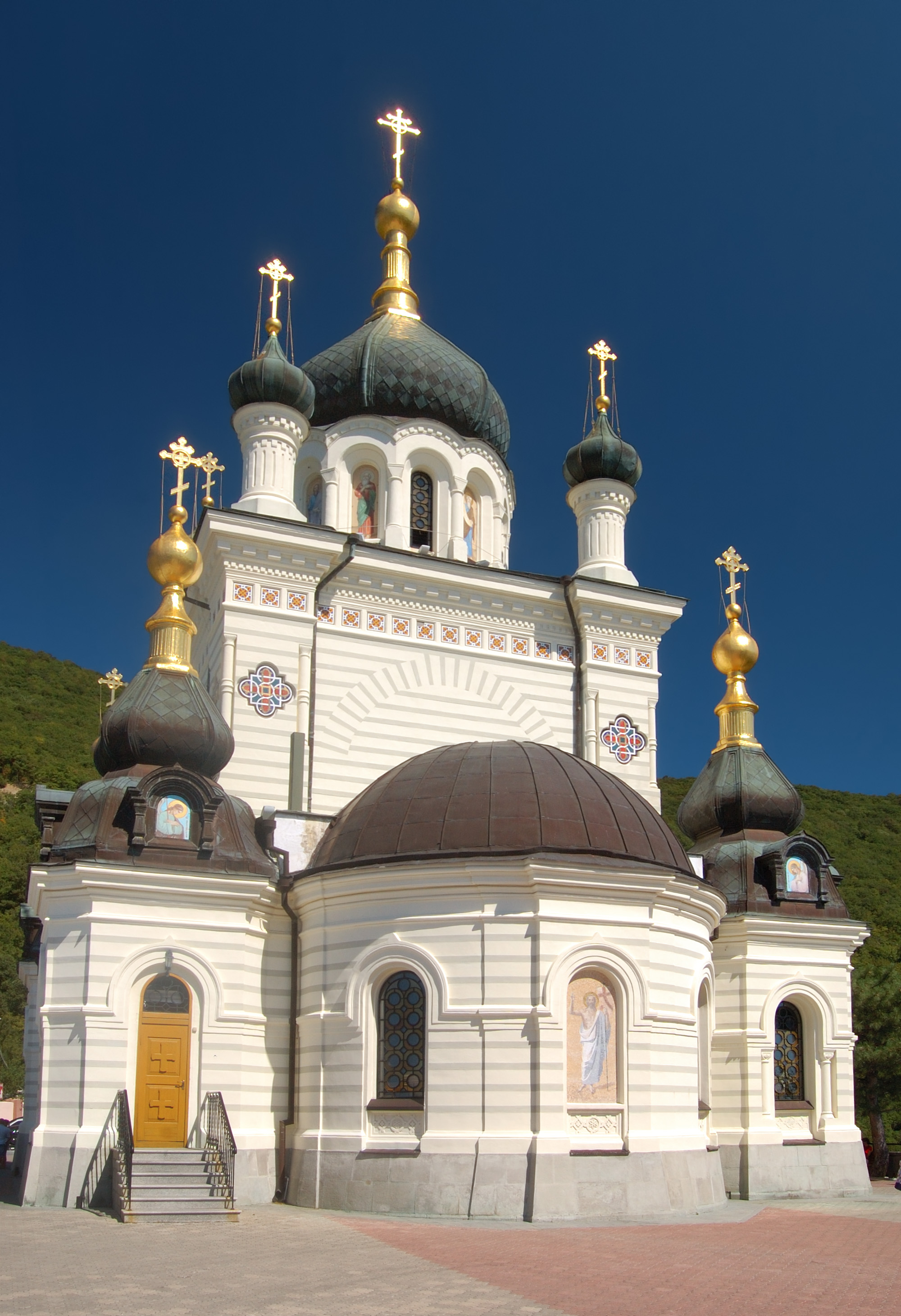
Церква Воскресіння Христового
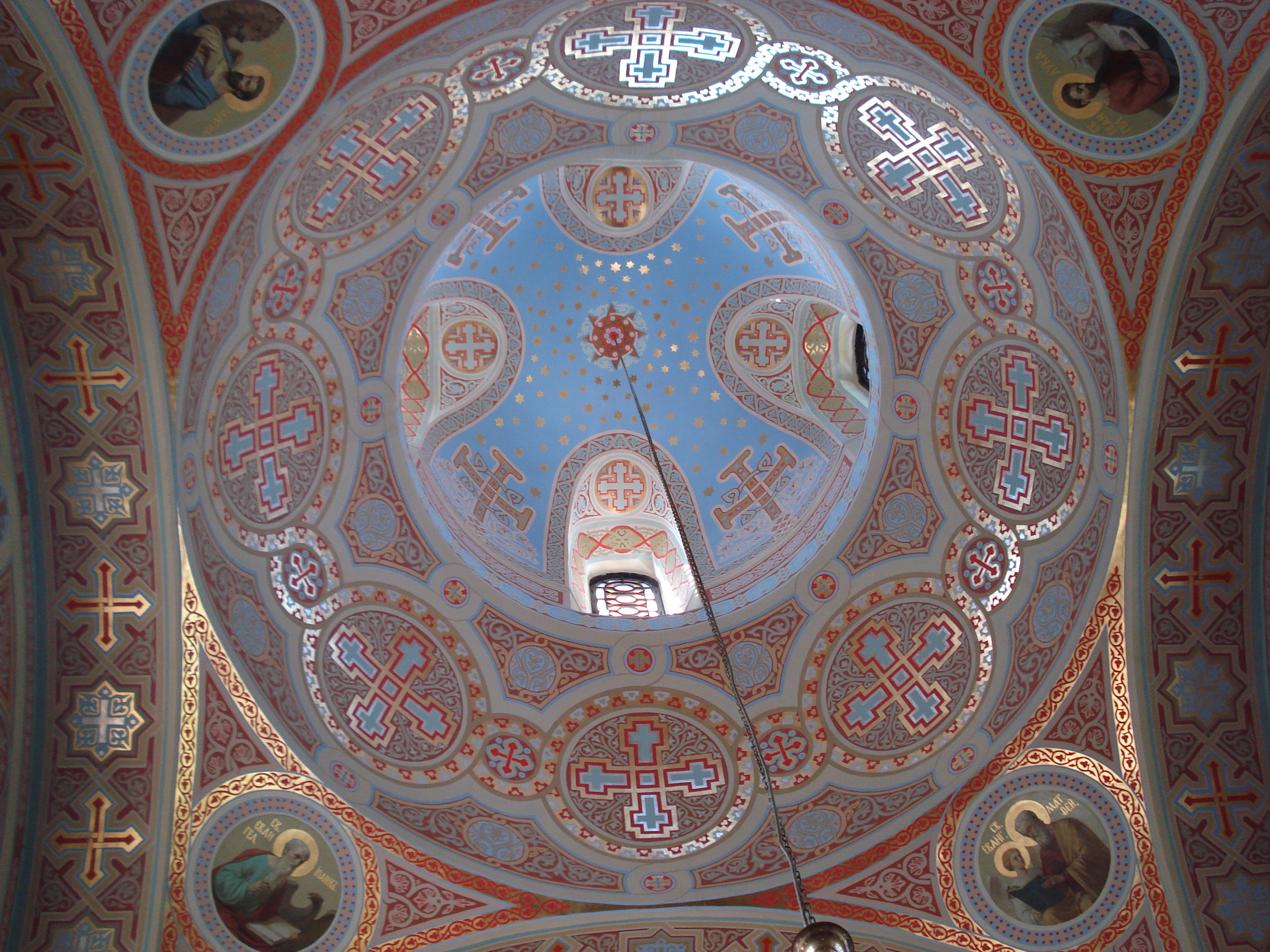
Інтер'єр
Пам'ятник Кузнєцову Олександру Григоровичу